# Amber Parkinson
Pour les articles homonymes, voir Parkinson.
Amber Parkinson, née le 3 octobre 1976 à Melbourne, est une escrimeuse australienne, pratiquant l'épée. Elle participe aux Jeux olympiques d'été de 2008 à Beijing.

## Biographie

### Débuts
Amber Parkinson débute l'escrime à 11 ans. A peine trois ans plus tard, elle participe à sa première compétition nationale. A 20 ans, elle décide de troquer son sabre et son fleuret contre une épée. C'est à partir de ce moment là qu'elle gagne ses premiers titres nationaux en sénior, puis internationaux.

### Carrière

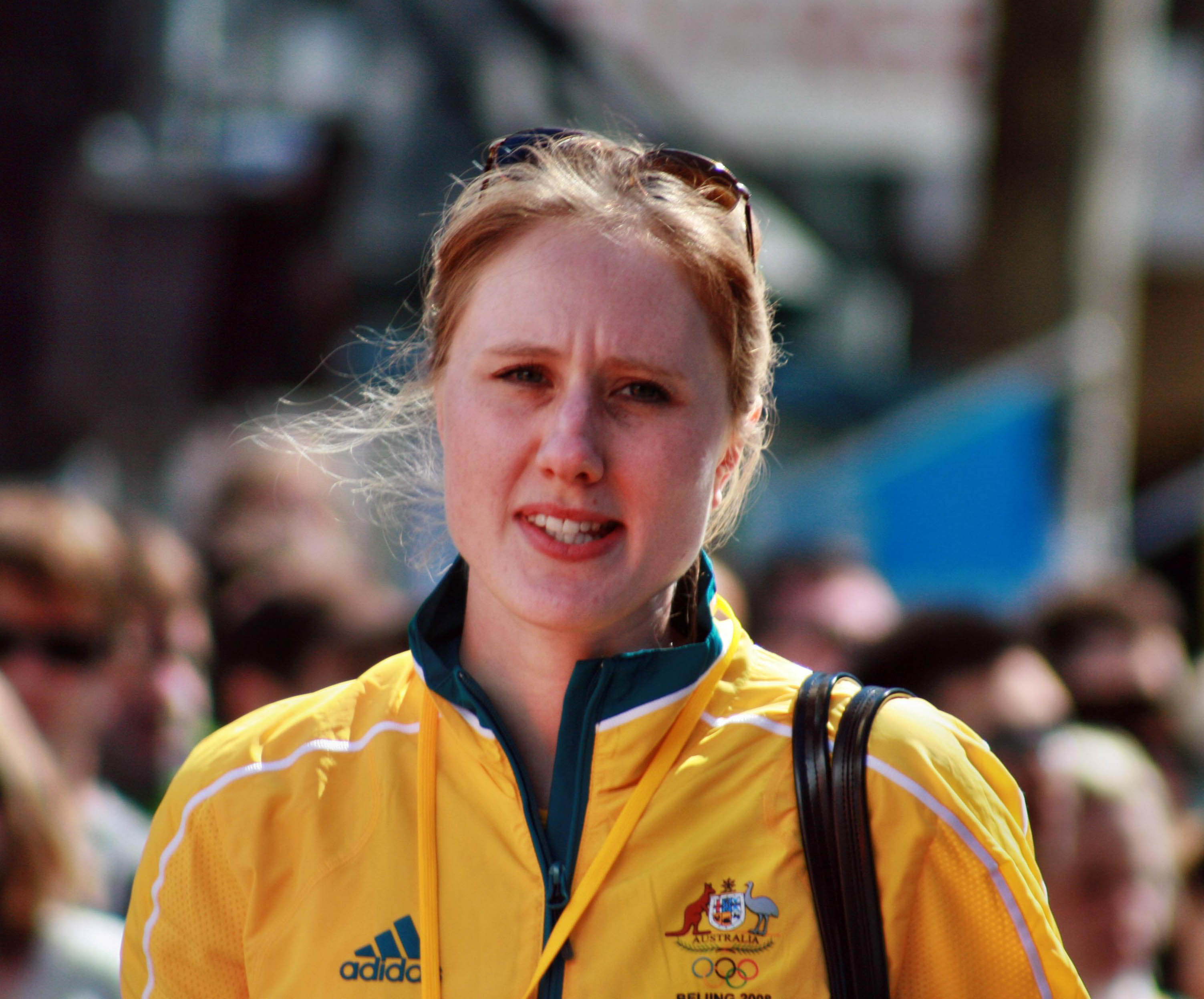
Parkinson aux Jeux olympiques de 2008

Parkinson fait partie du VRI Fencing Club. Elle s'entraîne également à l'université de Melbourne sous la direction de Vladimir Sher.
Elle remporte en 2001 son premier titre de championne d'Australie. La même année, elle participe à l'Universiade et atteint une modeste 50e place sur 65 participantes. En 2002, elle remporte l'argent à l'Open d'Australie et au tournoi de Brisbane.
En 2005, après plusieurs médailles remportées dans des compétitions nationales les années précédentes elle est nommée à la commission des athlètes de la Fédération australienne d'escrime. À la suite de cela, elle remporte deux titres individuels consécutifs à l'Open d'Australie les années suivantes.
Elle participe à plusieurs reprises aux championnats du Commonwealth d'escrime : en 1998 (au sabre, huitième en individuel, quatrième par équipes), 2002 (championne par équipes), 2006 (vice-championne en individuel et par équipes). Elle est également qualifiée pour plusieurs championnats du monde à partir de 1999, d'abord au sabre puis à l'épée. Son meilleur score reste à ce jour la 21e position durant les championnats du monde 2002 à Lisbonne, aux côtés de l'équipe nationale (Adele Haswell, Evelyn Halls et Penelope Smith).
Parkinson est médaillée des championnats d'Asie et d'Océanie en individuel deux années consécutives. Elle décroche d'abord l'argent en 2007 puis le bronze en 2008. Grâce à ces résultats, elle se qualifie pour les Jeux olympiques de Pékin grâce à ses bons résultats en. Elle se fait éliminer dès son premier assaut par la japonaise Megumi Harada (9-15). Un an après cet évènement, elle participe aux championnats du monde une dernière fois à Antalya et atteint la 55e place. Sa dernière compétition internationale est la coupe Reinhold Würth de 2010 à Tauberbischofsheim au cours de laquelle elle est classée 48e. À la suite de cela, elle met fin à sa carrière d'escrimeuse professionnelle.

## Palmarès
- Championnats d'Asie et d'Océanie
  -  Médaille d'argent en individuel aux championnats d'Asie 2007 à Nantong
  -  Médaille de bronze en individuel aux championnats d'Asie 2008 à Bangkok
- Championnats du Commonwealth
  -  Médaille d'argent par équipes aux championnats du Commonwealth 2002 à Newcastle
  -  Médaille d'argent en individuel aux championnats du Commonwealth 2006 à Belfast
  -  Médaille d'argent par équipes aux championnats du Commonwealth 2006 à Belfast
- Open d'Australie
  -  Médaille d'or en individuel à l'Open d'Australie 2001
  -  Médaille d'or en individuel à l'Open d'Australie 2006
  -  Médaille d'or en individuel à l'Open d'Australie 2007
  -  Médaille d'argent en individuel à l'Open d'Australie 2002[4]

## Classement en fin de saison
À partir de 2003.
| Année | 2003 | 2004 | 2005 | 2006 | 2007 | 2008 | 2009 |
| ----- | ---- | ---- | ---- | ---- | ---- | ---- | ---- |
| Rang  | 185  | 176  | 93   | 113  | 46   | 26   | 201  |